# Прибынь (Львовская область)
Прибынь (укр. Прибинь) — село в Перемышлянской городской общине Львовского района Львовской области Украины.
Население по переписи 2001 года составляло 135 человек. Занимает площадь 1,39 км². Почтовый индекс — 81253. Телефонный код — 3263.